# Nagy-függő-kő
A Brassó városától nyugatra található Nagy-függő-kő vagy Nagy-tölgyes (románul: Colții Corbului Mare vagy Stejerișul Mare, németül: Große Hangestein) egy 16,3 hektáros országos jelentőségű botanikai természetvédelmi terület, 2256-os törzskönyvi számmal. Legmagasabb pontját szintén Nagy-függő-kőnek nevezik; ettől északkeletre volt a Kis-függő-kő (Colții Corbului Mic, Kleine Hangestein) magaslat illetve botanikai rezervátum, melyet az 1960-as években elpusztítottak a Temelia mészkőfejtés létesítésekor.
A brassóiak kedvelt kirándulóhelye. A rezervátum mentén húzódik a sárga háromszöggel jelölt Brassó–Brassópojána turistaút.

## Elhelyezkedés
A rezervátum a Brassópojánától a brassói Warthe-dombig húzódó, erdővel borított Tölgyes-gerinc északkeleti, Brassó felőli részén helyezkedik el. Megközelíthető a Brassóból, a Brassópojánáról, a Salamon-kőtől, a DN1E főúttól, vagy a vidombáki lőtértől induló, jelölt vagy jelöletlen túraösvények bármelyikén. Területén erdővel körülvett Jura kori karsztosodott mészkősziklák vannak, körülöttük omladékkal.
A 960 méter magas Nagy-függő-kő sziklájáról kilátás nyílik Feketehalom és környéke irányába. A kilátó alatti sziklaoldalban egy barlang van, melynek falait okker borítja. A 741 méter magas Kis-függő-kő ettől körülbelül 1,3 kilométerre, a jelenlegi külfejtés területén volt.
Őszi és téli reggeleken hőinverzió figyelhető meg, mikor a medencék alján hidegebb van, mint a hegytetőkön. Ilyenkor a köd elborítja Brassót és a Barcasági-medencét, míg a Cenk, a Nagy-tölgyes, és a Kotla szigetként emelkedik ki a ködtengerből. A Nagy-függő-kő szikláján gyakori az erős nyugati, északnyugati szél.
Állandó vízfolyások nincsenek. A rezervátum déli határán egy festői tisztás található: Poiana Corbului, azaz Holló-liget. Egy másik, a Bolgárszeg fölötti tisztáson áll a vörös zsunok keresztje (Troița de la Pietriș vagy Crucea lui Furnică); innen kiváló kilátás nyílik Brassó, a Cenk, és a Keresztényhavas felé.

## Flóra
A mészkősziklákon az ezekre jellemző növények teremnek: kárpáti harangvirág, aranyos fodorka, útszéli imola, sziklai repcsény, deres csenkesz, ezüstös szőrtippan. A sziklák lábainál található humuszkarbonát talajon csillagőszirózsa, vajszínű ördögszem, tarka koronafürt, közönséges galaj, sarlós gamandor nő. A legtöbb sziklás rész a túraösvényektől távol van és nehezen közelíthető meg, így viszonylag védett az antropikus behatástól.
A fák legtöbbje európai bükk, elvétve kocsánytalan tölgy és mezei juhar is látható. Az egyéb fásszárú növények közül megemlíthető a mogyoró, galagonya, vadrózsa, som, a lágyszárúak közül pedig a folyondár, erdélyi májvirág, bánáti sáfrány, berki szellőrózsa, szagos müge, vérehulló fecskefű, foltos árvacsalán, hegyi gamandor, bókoló gyöngyperje, vérontó pimpó, erdei berkipimpó, erdei szélfű, farkaskutyatej, pettyegetett lizinka, kereklevelű kapotnyak. A ritka, veszélyeztetett növények közül itt található a Haynald daravirág.
A Kis-függő-kő területét egykoron főleg törpe sás borította.
A terület flóráját legelőször Ferdinand Schur tanulmányozta 1885-ben. Julius Römer 1908-ban a Kis-függő-kő (Kis-tölgyes) környékén hozta létre a legelső botanikai rezervátumot a mai Románia területén.

## Érdekességek
- Román elnevezése (Colții Corbului Mare) arra utal, hogy a szikla körül egykoron számos holló tanyázott.[4]
- Egy legenda szerint a Kis-függő-kőnél levő, a külfejtés létesítése alkalmával elpusztult barlangban volt Salamon zsidó király kincse.[3]
- Az 1950-es években néhány alkalommal a Kis-függő-kőnél tartották a Honterusfestet.[6]

## Képek

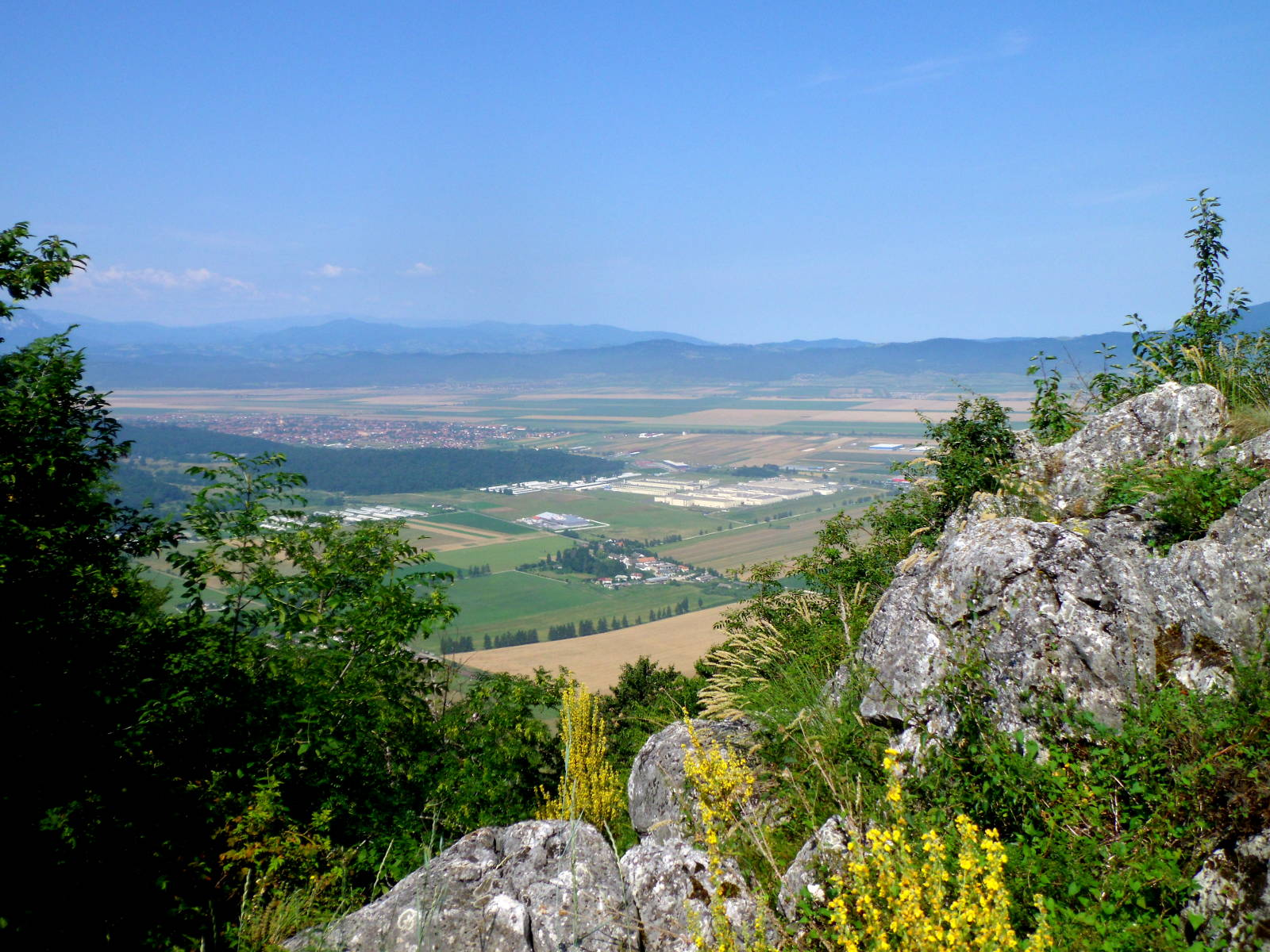
Kilátás a Nagy-függő-kő sziklájáról, nyár
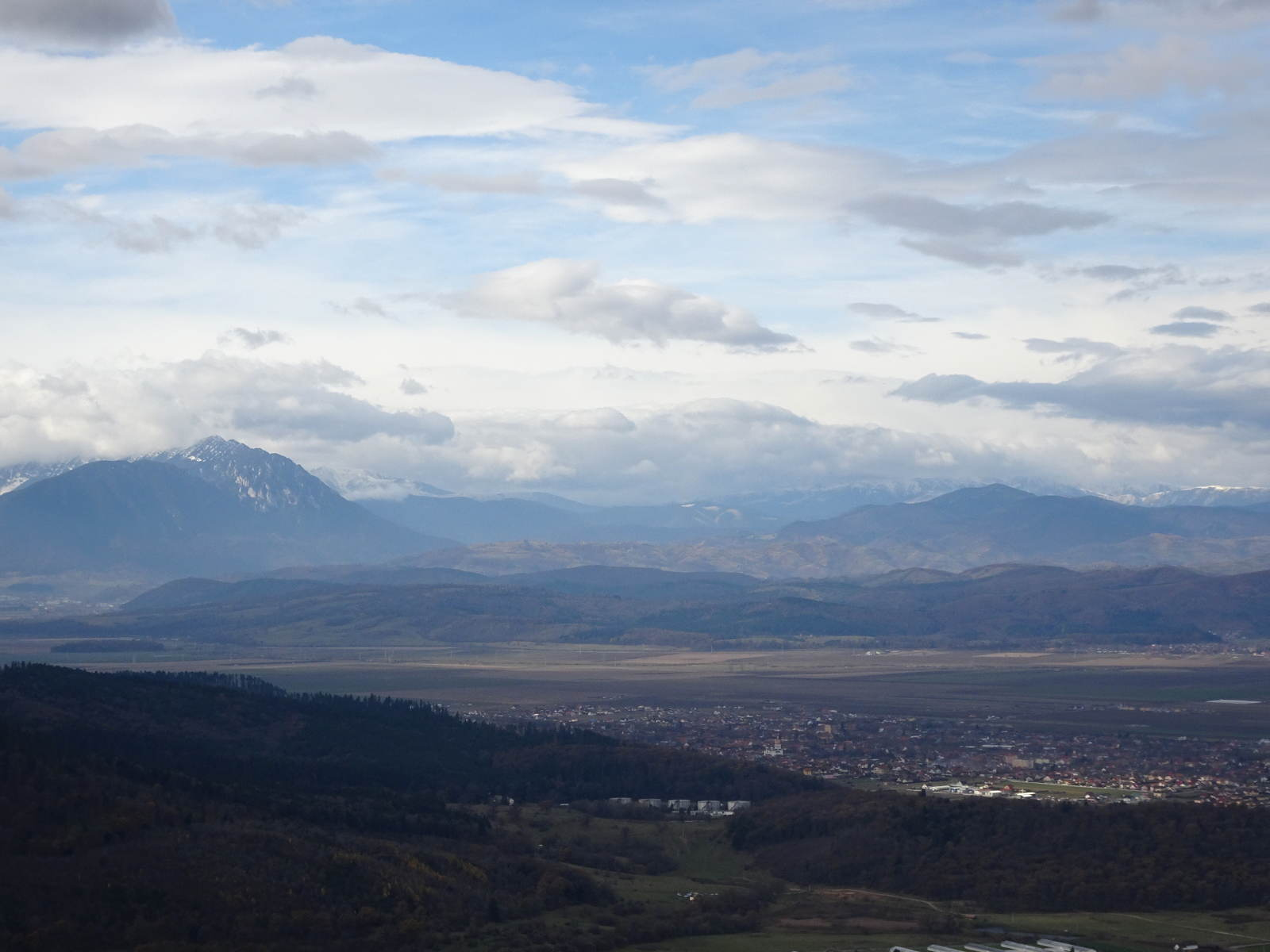
Kilátás a Nagy-függő-kő sziklájáról, ősz
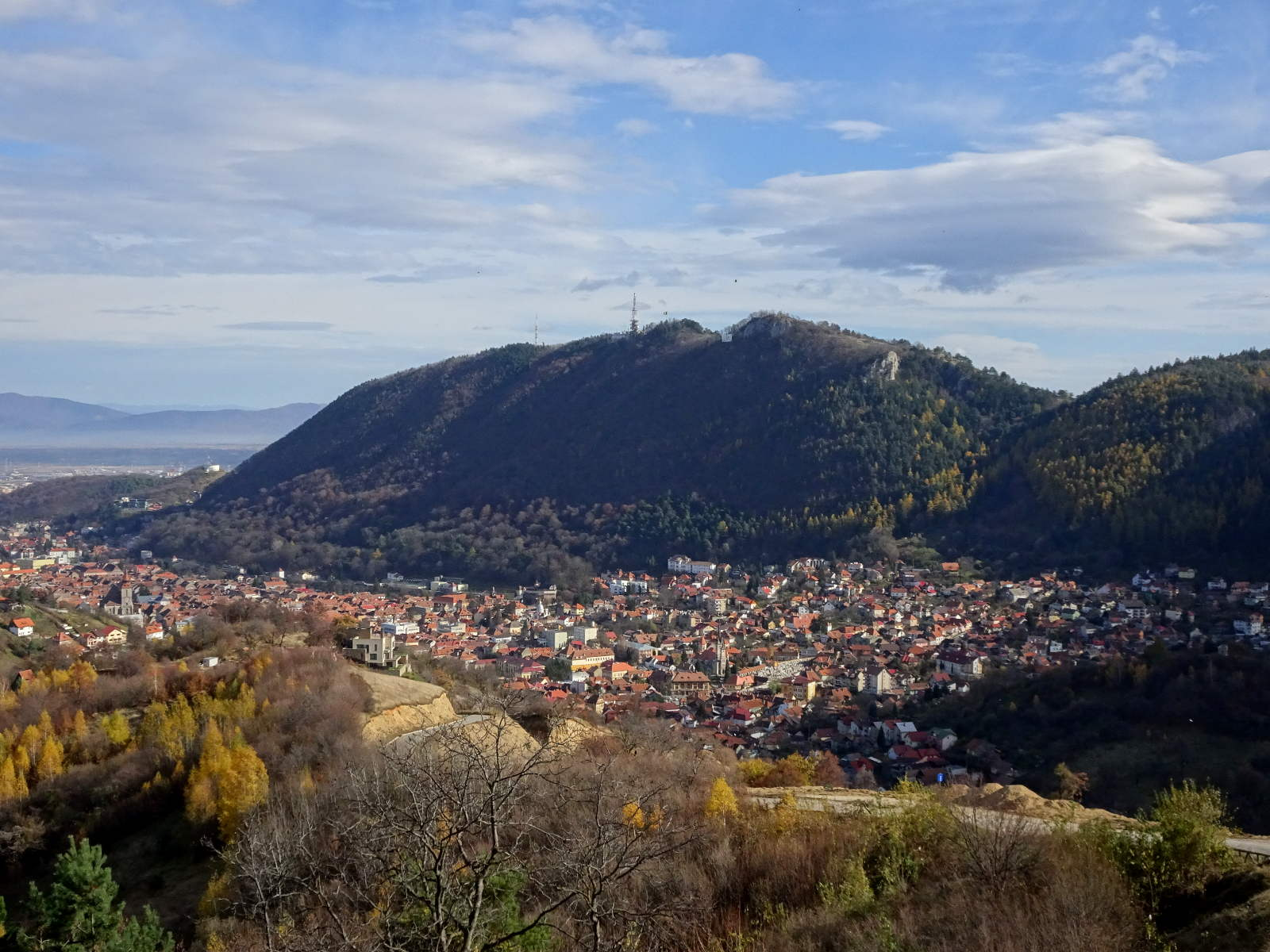
Brassó és a Cenk a Pietriș mellől
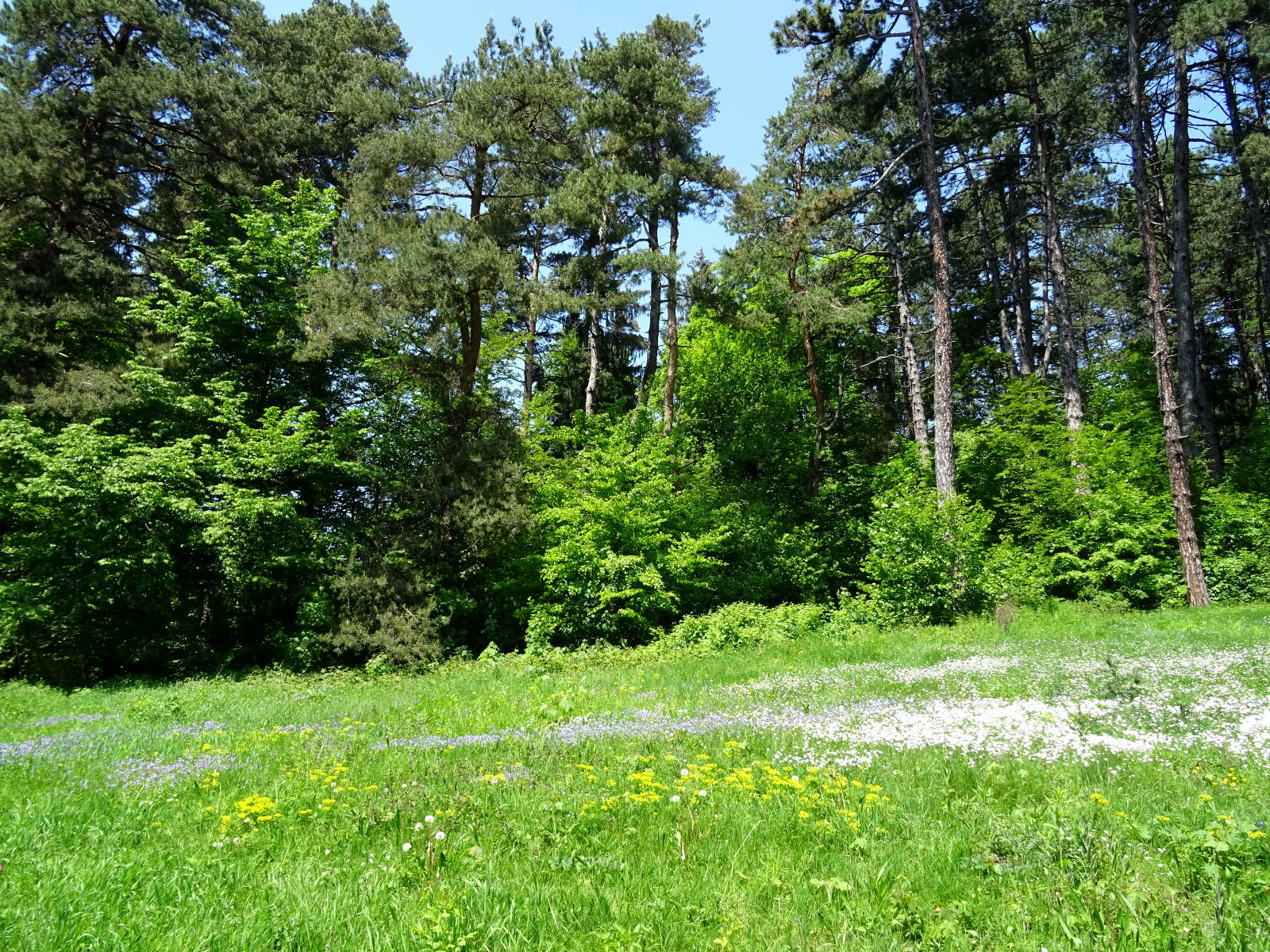
Poiana Corbului tisztás
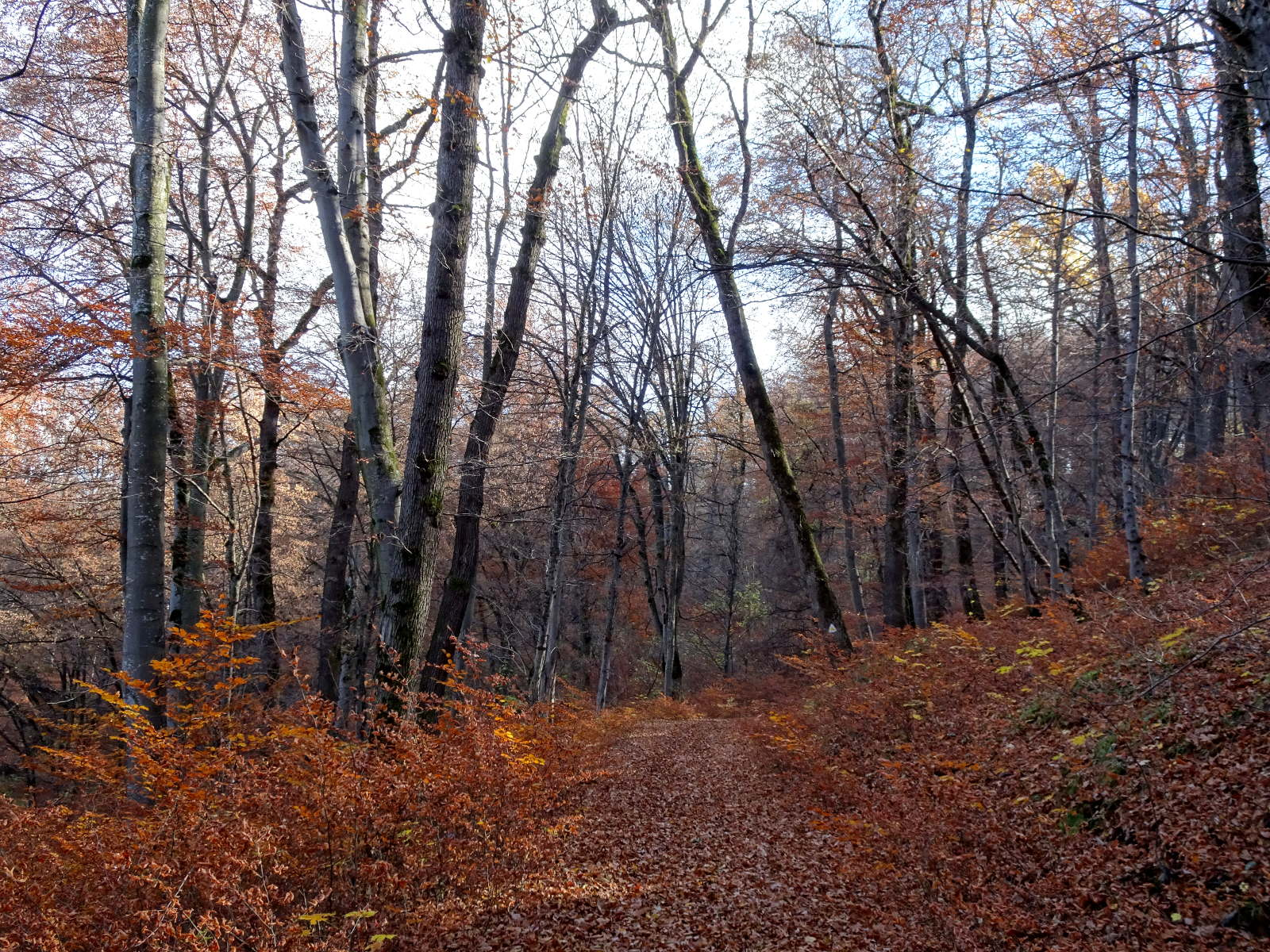
A rezervátum ősszel